# Japonski lakirani izdelki
Lakirani predmeti (漆器, šiki) je japonska obrt s široko paleto likovne in dekorativne umetnosti, saj je bil lak uporabljen v uruši-e (漆絵 "lakirane slike"), grafikah in na najrazličnejših predmetih od kipov Bude do bento (弁当, bentō) škatel za hrano.
Značilnost japonske lakirane posode je raznolikost z uporabo tehnike dekoracije, imenovane maki-e (蒔絵), pri kateri se kovinski prah posuje za pritrditev na lak. Izum različnih tehnik maki-e v japonski zgodovini je razširil umetniški izraz, različna orodja in umetnine, kot je Inrō, pa so zelo dekorativni.
V japonščini se za označevanje lakiranih izdelkov uporabljajo številni izrazi. Šiki (漆器) pomeni "lakirano blago" v najbolj dobesednem pomenu, medtem ko nurimono (塗物) pomeni "prevlečene stvari", uruši-nuri (漆塗) pa "lakiran premaz."
Izrazi, povezani z lakom ali izdelki iz laka, kot so "Japanning", "Urušiol" in "maque", kar pomeni lak v mehiški španščini, izhajajo iz japonskih lakiranih predmetov.

## Zgodovina

### Od Džomon－obodbja Edo
Potrjeno je bilo, da je lakiran les na Japonskem obstajal pred 12.600 leti v začetnem obdobju Džōmon. To je bilo potrjeno z radioaktivnim ogljikom za datiranje lesa, najdenega v nasipu školjk Torihama  (鳥浜貝塚, Torihama kaizuka), in je najstarejši lakiran les na svetu, ki so ga našli leta 2011. Lak so na Japonskem uporabljali že leta 7000 pred našim štetjem, v obdobju Džōmon. Dokazi o najzgodnejših lakiranih izdelkih so bili odkriti na najdišču Kakinošima "B" na Hokaidu. Okraski, prepleteni z lakirano rdečo nitjo, so bili odkriti v jamskem grobu iz prve polovice začetnega obdobja DŽōmon. Tudi na izkopanini Kakinošima "A" je bila najdena skoraj popolnoma nedotaknjena lončena posoda z izlivom, pobarvanim z barvnim lakom, ki je bila izdelana pred 3200 leti.
Tehnologijo lakiranja so morda izumili Džōmonci. Naučili so se prečistiti uruši (sok strupenega hrasta) – postopek je trajal več mesecev. Železov(III) oksid (kolkotar) in cinabarit (živosrebrov sulfid) sta bila uporabljena za izdelavo rdečega laka. Lak so uporabljali tako na keramiki kot na različnih vrstah lesenih predmetov. V nekaterih primerih so bila lakirana tudi pogrebna oblačila pokojnikov. V zgodnjem obdobju Džōmon se je pojavilo veliko lakiranih predmetov; kar kaže, da je bil to uveljavljen del kulture. Strokovnjaki so razdeljeni glede tega, ali je lak izhajal iz kitajskih tehnik ali pa so ga izumili neodvisno. Na primer, Mark Hudson meni, da je bila »tehnologija laka Džomon razvita neodvisno na Japonskem, namesto da bi bila uvedena s Kitajske, kot se je nekoč verjelo«.
Ena od mojstrovin starodavnih japonskih lakiranih predmetov je svetišče Tamamuši iz sredine 7. stoletja našega štetja. Svetišče je narejeno iz lakiranega lesa hinoki ali japonske paciprese (Chamaecyparis obtusa) in kafrovca, obeh avtohtonih vrst. Medtem ko se običajno imenujejo uruši, so od obdobja Meidži nekateri učenjaki namesto tega trdili, da predmeti uporabljajo tehniko, znano kot micuda-e, zgodnja vrsta oljne slike, pri kateri se kot sušilno sredstvo ali desikant uporablja perilla frutescens var. crispa ali šiso olje z litargitom.
Številne tradicionalne obrti in industrijske umetnosti, ustvarjene skozi japonsko zgodovino, so bile sprva pod vplivom Kitajske, nato pa so skozi stoletja doživele različne domače slogovne vplive in inovacije.
V obdobju Heian (794-1185) so se razvile različne tehnike maki-e, značilne za japonske lakirane predmete. Medtem ko je metoda risanja motivov s čopičem z raztapljanjem zlatega prahu v laku običajna tehnika v drugih državah, je bila metoda risanja vzorcev z lakom in nato posipavanja zlatega, srebrnega ali bakrenega prahu različnih velikosti in oblik po vrhu za njihovo poliranje, razvita na Japonskem. To je omogočilo, da sta zlato in srebro lakiranih izdelkov svetlejša kot prej. Togidaši maki-e, neke vrste maki-e tehnika, je bila razvita in dokončana v tem obdobju. Hira maki-e je bila razvita v drugi polovici tega obdobja.
V obdobju Kamakura (1185–1333) so bili na Japonsko uvoženi izrezljani lakirani predmeti iz kitajske dinastije Song. Vendar mnogi japonski obrtniki laka niso prevzeli kitajske metode nanašanja laka in nato rezljanja; namesto tega so ustvarili Kamakura-bori (鎌倉彫), metodo rezljanja lesa in nato lakiranja. V tem obdobju je bil dokončan Hira maki-e in na novo razvit taka maki-e.
V obdobju Muromači (1336–1573) je bila razvita šišiai-togidaši maki-e, najbolj zapletena od tipičnih tehnik maki-e, pa tudi nove tehnike taka maki-e z uporabo brusilnih kamnov in gline v prahu, Japonski lakirani izdelki so se obilno izvažali v sosednjo vzhodno Azijo, jugovzhodno Azijo in celo Indijo. Lak (zlasti japonski) je bil znan na indijskih dvorih in je bil med darili, ki so jih Evropejci ponujali lokalnim vladarjem. Sir Thomas Roe je na primer dobro poznal japonski lak kot primerno vrsto darila cesarju Jahangirju in leta 1616 ugotavlja, da so bile redkosti iz Kitajske in Japonske zelo zaželene v Indiji.
Na Kitajskem so vladarji Ming in Čng na splošno opisali japonske lakirane izdelke kot »tuj lak« (yangqi). Jang Ming in slavni mojster lakiranja Zhejiang sta naredila opombe za Zapis o dekoraciji z lakom, ... Ljudje iz dinastije Ming so nekoč zapisali: »Umetnost dekoracije z lakom, prevlečenim z zlatom, izvira (maki-e) iz Japonske«. Jang v času vladavine Xuandeja iz dinastije Ming je odpotoval na Japonsko, da bi preučil japonske tehnike, Japonec pa je med dinastijo Ming obiskal kitajsko cesarsko delavnico v Pekingu. Dobro dokumentirano je, da se je cesar Yongzheng izjemno zanimal za japonski lak yangqi, kar se je odražalo v številnih delih, izdelanih v cesarskih delavnicah med njegovo vladavino. V obdobju Azuči-Momojama (1568-1600) so prav tako prišli v kolonialno Mehiko (manilski galeoni) in Evropo s trgovino Nanban. Japonski lakirani izdelki so pritegnili evropske aristokrate in misijonarje iz Evrope, na njihove zahteve pa so izvažali skrinje in cerkveno pohištvo v zahodnem slogu. V tem obdobju je hira maki-e postala zelo priljubljena zaradi množične proizvodnje.
V obdobju Edo (1603–1868) se je povečalo osredotočeno gojenje dreves za lak in razvoj uporabljenih tehnik. V 18. stoletju so barvni laki prišli v širšo uporabo. Z razvojem gospodarstva in kulture se je izboljšala likovna kakovost lakiranega pohištva. Honami Kōecu in Ogata Kōrin sta prenesla modele slikarske šole Rinpa v lakirane izdelke. Po sredini obdobja Edo je Inrō postal priljubljen kot moški dodatek, bogati trgovci iz razreda čōnin in razreda samurajev pa so zbirali inro visoke estetske vrednosti, natančno oblikovane z lakom. Marija Antoaneta in Marija Terezija sta znani zbirateljici japonskih lakiranih izdelkov in njuni zbirki sta zdaj pogosto razstavljeni v Louvru in Versajski palači. V tem obdobju je zaradi razvoja gospodarstva postala priljubljena napredna tehnika šišiai-togidaši maki-e. 
- Vrč za sake s krizantemami in pavlovnijo v izmeničnih poljih. začetek 17. stoletja, obdobje Azuči-Momojama
- Večstopenjsko stojalo z motivi, ki namigujejo na zgodbo o Genjdžju, Honami Kōecu, obdobje Edo, 17. stoletje
- Bralno stojalo z goro Jošino
- Stojalo za pisalne potrebščine Jutranje sonce, pavlovnija in feniks v maki-eju
- Lakirana zunanjost vakizaši Fusamune
- Sedlo in stremena z glicinijami

### Obdobje Meidži
Gospodarske težave na začetku 19. stoletja so zmanjšale povpraševanje po z zlatom ali srebrom okrašenih lakiranih izdelkih. V obdobju Meidži se je znova začelo zanimanje za lak, saj so umetniki razvijali nove modele in eksperimentirali z novimi teksturami in zaključki. Med njimi je bil predvsem Šibata Zešin, ki so ga imenovali »največji japonski lakirar«. Privlačnost njegovega zelo izvirnega sloga je bila v izbiri motivov in predmetov, ne pa v vdelanem zlatu in srebru. V okvirje je postavil lakirane plošče, ki posnemajo zahodne oljne slike. Med drugimi pomembnimi umetniki laka iz 19. stoletja sta Nakajama Komin in Širajama Šosai, ki sta v nasprotju z Zešinom ohranjala klasičen slog, ki je veliko dolgoval japonski in kitajski krajinski umetnosti. Maki-e je bila najpogostejša tehnika za kakovostne lakirane izdelke v tem obdobju.
Izdelki Šibajame, izumljeni v 1770-ih v obdobju Edo, so združevali lak, zlato, srebro, školjke, slonovino, korale, želvji oklep, keramiko in druge nove materiale v dovršenih dekoracijah. Ime so dobili po Šibajama Senzo, prvotno Onogi Senzo, ki je prevzel ime svojega rojstnega mesta, ko se je preselil v Edo in čigar družina je izdelovala in razstavljala lakirane izdelke v novem slogu. Ta slog je postal priljubljen v obdobju Meidži, ker ga je bilo mogoče izdelati hitreje in ceneje kot tradicionalne lakirane predmete. Za somado, izumljeno v 1670-ih v obdobju Edo, je značilen reden vzorec drobno rezanih školjk, zlatih in srebrnih listov in je v tem obdobju postala priljubljena. Bogato okrašeni lakirani izdelki v izvirnih dizajnih so bili priljubljeni doma, še bolj pa med zahodnimi kupci v tem obdobju evropske in ameriške fascinacije nad japonsko umetnostjo. Vlada se je dejavno zanimala za izvozni trg umetnin in promovirala japonske lakirane predmete in druge dekorativne umetnosti na zaporedju svetovnih razstav. Lak iz japonskih delavnic je bil priznan kot tehnično boljši od tistega, kar bi lahko proizvedli kjer koli drugje na svetu.
- Set škatel za kadilo z motivom slive in bambusa, obdobje Edo ali Meidži, 19. stoletje
- Kovček za piknik z obliko prizora iz Zgodbe o Gendžiju v laku maki-e, obdobje Edo ali Meidži, 19. stoletje
- Inro predalnik z zasnovo slapa, v laku maki-e, obdobje Edo ali Meidži, 19. stoletje

### 20. stoletje do danes
Po obdobju Meidži je nova generacija umetnikov še dodatno spremenila dekorativni jezik in upodabljala rastline na stiliziran način brez naturalističnih postavitev.
V zadnjih desetletjih si je japonska vlada prizadevala ohraniti umetnost izdelovanja lakiranih izdelkov. S postopkom imenovanja pomembnih obrtnikov, kot sta Gonroku Macuda (松田権六) in Kazumi Murose (室瀬和美) za živi nacionalni zaklad, ter prizadevanjem vlade, da spodbudi razvoj nove delavnice uruši, se umetnost postopoma znova uveljavlja.
Najboljša tehnika lakiranja od konca obdobja Edo do obdobja Meidži, zlasti tehnika inro, se je skoraj izgubila v zahodnjaštvu japonskega načina življenja. Toda leta 1985 je Tacuo Kitamura (北村辰夫) ustanovil lasten atelje z imenom Unrjuan (雲龍庵) in ga uspel poustvariti. Njegova lakirana dela so zbrana v muzeju Victoria in Albert in Muzeju sodobne umetnosti 21. stoletja v Kanazavi in so predmet zbiranja bogatih po vsem svetu.
Leta 2020 se je Galerija obrti Narodnega muzeja moderne umetnosti v Tokiu, ki zbira dela Living National Treasures (živi narodni zaklad), preselila v Kanazavo v prefekturi Išikava. To je posledica politike lokalne revitalizacije japonske vlade. Kanazava, ki je cvetela pod klanom Maeda v obdobju Edo, je mesto s cvetočo tradicionalno industrijo.

## Tehnike in procesi
Tako kot v drugih državah, kjer so se lakirani predmeti tradicionalno proizvajali, je postopek v osnovi precej preprost. Predmet je oblikovan iz lesa, včasih usnja, papirja ali pleten. Nanese se lak za tesnjenje in zaščito predmeta, nato pa se doda še dekoracija. Na splošno se uporabljajo trije nanosi (spodnji, vmesni in končni nanos), pri čemer je končni nanos včasih prozoren in ne črn lak, da se okrasje vidi skozi.
Ob rdečih in črnih lakih je pogosta uporaba intarzij, pogosto školjk ali podobnih materialov, pa tudi sljude ali drugih materialov. Nanos zlatega prahu je znan kot maki-e in je zelo pogost dekorativni element.
Sledi nekaj primerov tradicionalnih tehnik:
- ikanbari (一閑張), znan tudi kot harinuki (張貫), je ena pogostih tehnik, ki se uporablja za izdelavo čajnih izdelkov. Postopek, ki ga je izumil Hiki Ikan v zgodnjem 17. stoletju, vključuje nanos slojev laka na papir, oblikovan v kalupu.
- iro-uruši (色漆), dobesedno »barvni lak«, je nastal z dodajanjem pigmentov prozornemu laku. Omejitve naravnih pigmentov so dovoljevale uporabo le petih barv (rdeča, črna, rumena, zelena in rjava) vse do 19. stoletja, ko so se pojavile različne inovacije in kasnejša uvedba zahodnih umetnih pigmentov. Šibata Zešin je bil velik inovator na tem področju, saj je uporabil ne samo barvo, ampak tudi druge snovi, pomešane z lakom, da bi dosegel najrazličnejše učinke, vključno s simuliranim videzom plemenitih kovin, ki so bile v tistem času zaradi umetniške uporabe močno omejene, na pomisleke vlade glede pretirane ekstravagance.
- šunkei-nuri (春慶塗), lakirani predmeti Šunkei; ustvarjen je s prozornim lakom na rumeno ali rdeče obarvanem lesu, tako da je mogoče videti naravno lesno strukturo (v tem pogledu podobno kot Kuroje nuri). Ime izhaja od izumitelja, ki je bil dejaven v Sakaiju med vladavino cesarja Go-Kamedžame (1368-1392). Ta metoda je postala priljubljena v 17. stoletju v Takajami, provinca Hida. Številni predmeti za pitje čaja so bili izdelani s to tehniko.[37]
- urushi-hanga (漆絵版画), developed by Hakuo Iriyama, producing a printing plate
- uruši-hanga (漆絵版画), ki ga je razvil Hakuo Irijama in izdelal tiskarsko ploščo iz suhega lesa, ki je bila izrezljana in končno uporabljena kot blok za tisk, vendar namesto tradicionalnih tiskarskih barv s pigmentiranim lakom.
- raden (螺鈿) z uporabo vložkov iz školjk in slonovine za okrasitev kosov, ki imajo običajno leseno osnovo
- maki-e (蒔絵) z uporabo kovinskega prahu, vključno z zlatom, srebrom, bakrom in njihovimi zlitinami, ki se namaže z bambusovimi cevmi ali finimi čopiči. Pri hiramaki-e se praški potresejo po mokrem laku, da se nato prekrije z drugo plastjo laka. Takamaki-e doseže visok reliefni učinek s ponavljajočimi se plastmi, včasih tudi z dodatkom oglja, žagovine ali gline.[38] Togidaši-e vključuje pokrivanje izvirnega maki-eja z več plastmi laka, nato poliranje, dokler dizajn ni viden.

## Regionalne oblike
Kot pri večini tradicionalnih umetnosti so se sčasoma pojavile različice, ko so posamezni produkcijski centri razvili lastne edinstvene tehnike in sloge.
- Izdelki Aizu so se razvili v poznem 16. stoletju, vrhunec proizvodnje pa so doživeli v obdobju Meidži. Ena tehnika Aizu je jedkanje dizajnov ali slik na površino laka in nato zapolnitev prostora z zlatom ali drugimi materiali. Druge značilne tehnike Aizu vključujejo žganje različnih glin in temeljnih premazov v procesu.
- Izdelki Džōhana so na splošno znani po uporabi maki-e in micuda-e (zlata oziroma svinčena dekoracija) ter po uporabi belega ali belkastega laka.
- Lakirane izdelke Negoro so izdelovali v kompleksu templja Negoro-dži v provinci Izumi. Rdeče plasti laka na izdelkih Negoro so namenjene temu, da se z uporabo postopoma obrabijo in razkrijejo črni lak pod njimi.[39] Ta učinek je bil od takrat kopiran in posneman drugje.
- Lakirana posoda Rjukjuan, čeprav je pogosto vključena med vrste japonskega laka, se je v resnici razvila večinoma neodvisno, z močnimi vplivi Kitajske in jugovzhodne Azije, saj je otočje Rjukju šele leta 1609 prišlo pod japonski nadzor.
- Cugaru izdelki so opremljeni s tehniko, ki naj bi jo razvil Ikeda Gentarō ob koncu 17. stoletja; več plasti različnih barvnih lakov se uporablja za ustvarjanje barvitega lisastega učinka.
- Izdelki Vakasa so izdelani z uporabo različnih barv in vključitvijo jajčnih lupin, riževih plev ali drugih materialov v osnovne premaze. Uporablja se tudi srebrna ali zlata folija, ki se zapre pod plastjo prozornega laka.
- Vadžima-nuri (輪島塗) je mogoče datirati v pozno 15. stoletje iz Vadžime, prefektura Išikava. Vadžima-nuri je znana po svojem obstojnem temeljnem premazu, ki ga dosežejo z nanosom več plasti urušija, pomešanega z diatomejsko zemljo v prahu (dži-no-ko), na občutljive podlage lesa zelkova.[40]

## Narodni zakladi
Vlada je številne starodavne predmete registrirala kot nacionalni zaklad. Mnogi med njimi so budistični predmeti iz obdobja Heian.
Izraz »nacionalni zaklad« se na Japonskem uporablja za označevanje kulturnih dobrin od leta 1897, čeprav so se definicija in merila od uvedbe izraza spremenili. Predmeti obrti na seznamu so v skladu z veljavno definicijo in so bili v skladu z zakonom o varstvu kulturnih dobrin, ki je začel veljati 9. junija 1951, označeni kot nacionalno bogastvo. Predmete izbere Ministrstvo za izobraževanje, kulturo, šport, znanost in tehnologijo na podlagi njihove »posebej velike zgodovinske ali umetniške vrednosti«.(Glej seznam na )

## Zbirke
Umetnostni muzej Tokugava v mestu Nagoja na Japonskem ima zbirko lakiranih predmetov, vključno s poročno obleko maki-e iz obdobja Edo, ki je bila označena kot nacionalni zaklad.
Danes japonske lakirane izdelke iščejo zbiratelji in muzeji po vsem svetu. Sodobne zbirke japonskih lakiranih izdelkov zunaj Japonske so:
- Zbirka japonske umetnosti Nasserja D. Khalilija, ki vključuje dela Šitabe Zešina in drugih pomembnih umetnikov. Nasser Khalili je organiziral razstave o delu Šibate Zešina v štirih državah.[44]
- Zbirka Charlesa A. Greenfielda v ZDA zajema obdobje od 1600 do 1900.[45]
- Zbirka domačega laka Marie Antoanete je razdeljena med Louvre, muzej Guimet in palačo Versailles.[46]
- Muzej Victoria and Albert Museum v Londonu ima zbirko predvsem izvoznih lakiranih izdelkov v skupni vrednosti okoli 2500 kosov.[47]

## Obrtniki
Med tistimi umetniki lakiranih predmetov, ki so bili poimenovani kot živi nacionalni zakladi, so: Kazumi Murose (室瀬和美), Kōiči Nakano (中野孝一), Fumio Mae (前史雄), Masami Isoi (磯井正美), Hitoši Ōta (太田儔), Jošito Jamašita (山下義人), Isao Ōniši (大西勲), Kunie Komori (小森邦衞), Kiičirō Masumura (増村紀一郎) in Šōsai Kitamura (北村昭斎).
Pretekli živi nacionalni zakladi so: Šōzan Takano (高野松山), Gonroku Macuda (松田権六), Naodži Terai (寺井直次), Jošikuni Taguči (田口善国), Šōgjo Ōba (大場松魚), Otomaru Kōdō (音丸耕堂), Taihō Mae (前大峰), Jošin Isoi (磯井如真), Jūsai Akadži (赤地友哉), Mašiki Masumura (増村益城) in Keiširō Šioda (塩多慶四郎).
Okada Akito (岡田章人作, 1910–1968) je bil po letu 1947 redno razstavljen na razstavi v Nittenu in je služil kot mojster restavriranja laka za zbirke cesarske hiše.